# Sales biliares

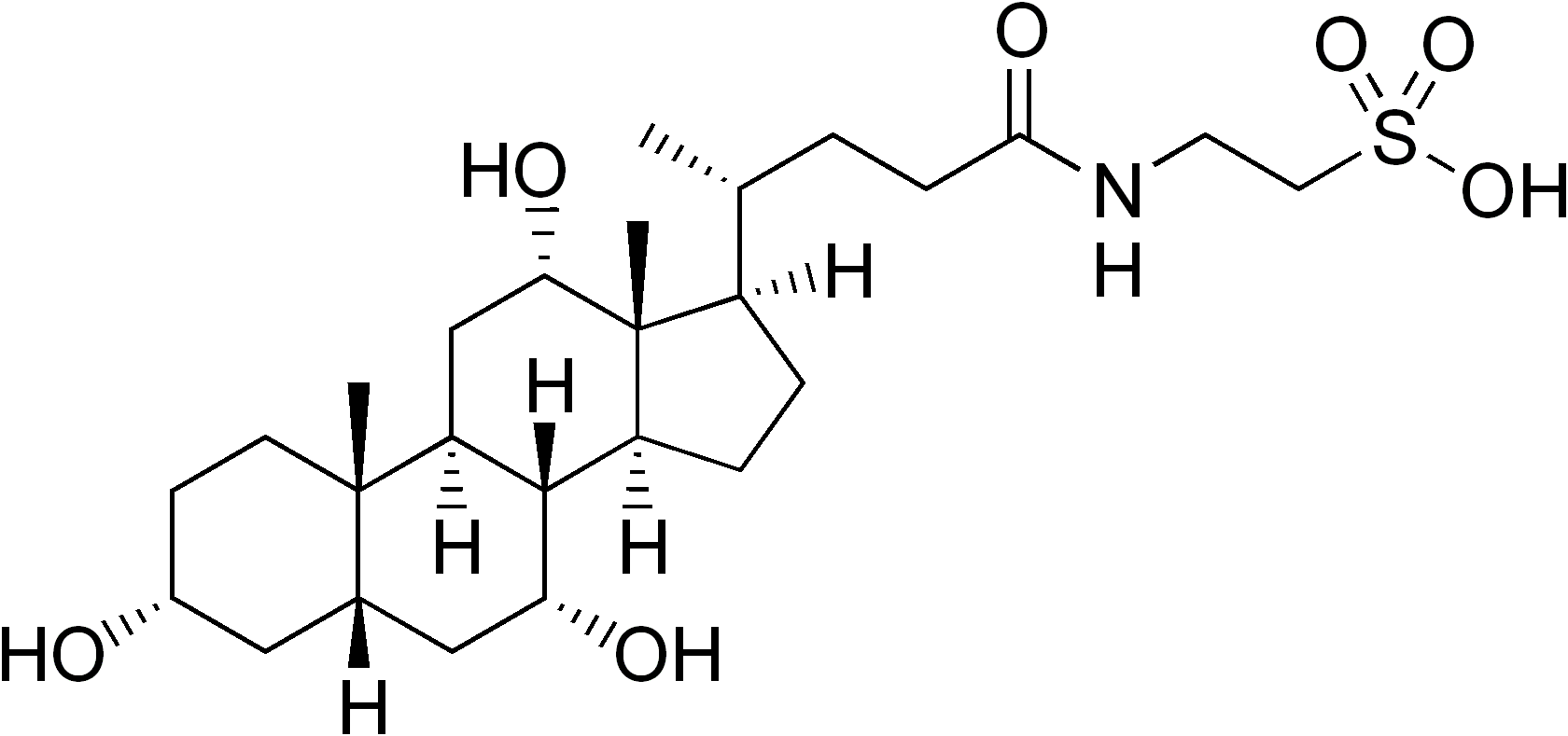
Ácido Taurocólico.

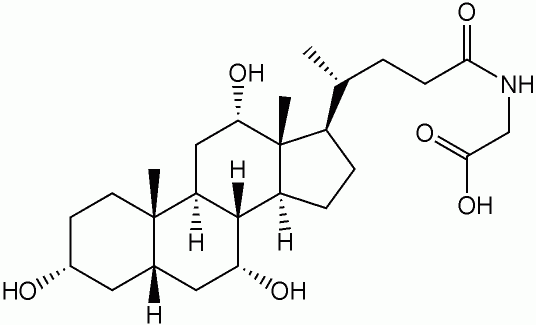
Ácido Glicocólico.

Las sales biliares son las sales de los ácidos biliares, pueden ser sales sódicas o potásicas. Los ácidos modificados taurocólico y glicocólico, también tienen sales.
Se forman a partir de los ácidos biliares conjugados, que son unidos a un ion de sodio o potasio para formar una sal. Las sales biliares son la forma en que el cuerpo guarda los ácidos biliares en la vesícula biliar y son secretados al intestino para la digestión de lípidos.
Los lípidos son apolares y necesitan de las sales biliares para estabilizar la emulsión y para facilitar el contacto entre enzima y sustrato, lo que permite la metabolización de los lípidos y su absorción en la pared intestinal.